# عبد الستار إيدهي
عبد الستار إيدهي (الأردية: عبد الستار ایدھی)؛ (28 فبراير 1928  – 8 يوليو 2016)، هو ناشط خيري وزاهد باكستاني أسس مؤسسة إيدهي، التي تدير أكبر شبكة إسعاف في العالم، إلى جانب ملاجئ المشردين وملاجئ الحيوانات ومراكز إعادة التأهيل ودور الأيتام في جميع أنحاء باكستان.
توسعت أنشطة إيدهي الخيرية بشكل كبير في عام 1957 عندما اجتاح وباء الأنفلونزا الآسيوية. وقد أتاحت له التبرعات شراء أول سيارة إسعاف له في نفس العام. قام لاحقًا بتوسيع شبكة أعماله الخيرية بمساعدة زوجته بلقيس إيدهي. وبعد وفاته تولى ابنه فيصل إديهي رئاسة مؤسسة إيدهي.
وعلى مدى حياته، توسعت مؤسسة إيدهي، بدعم كامل من التبرعات الخاصة من المواطنين الباكستانيين من مختلف الطبقات، بما في ذلك إنشاء شبكة تضم 1800 سيارة إسعاف. بحلول وقت وفاته، كان إيدهي مسجلاً كولي أمر لما يقرب من 20 ألف طفل متبنى. وهو معروف بين الباكستانيين باسم "ملاك الرحمة" ويعتبر الشخصية الأكثر احتراما وأسطورية في باكستان.  في عام 2013، زعمت صحيفة هافينغتون بوست أنه قد يكون "أعظم ناشط خيري حي في العالم".
حافظ إيدهي على أسلوب إدارة غير تدخلي وكان غالبًا ما ينتقد الفساد الموجود عادةً داخل المنظمات الدينية ورجال الدين والسياسيين. كان من المؤيدين القويين للتسامح الديني في باكستان وقدم دعمه لضحايا إعصار كاترينا والمجاعة التي حلت بإثيوبيا عام 1985. رُشِّح عدة مرات لجائزة نوبل للسلام. حصل إدهي على العديد من الجوائز المحلية والدولية مثل جائزة رامون ماجسايساي، وجائزة اليونسكو-مادانجيت سينغ.
توفي في يوليو 2016 وأُقيمت له جنازة رسمية.

## نشأته
كان إيدهي مهاجرًا غوجاراتيًا ولد في شعب ميمون المسلم في بانتفا، ولاية غوجارات، الهند. وقد أعرب علنًا عن أنه ليس "شخصًا متدينًا جدًا"، وأنه "ليس مع الدين ولا ضده". وقال أنه "إنساني"، وكان يقول أن "الكلمات الفارغة والعبارات المُنمّقة لا ينظر إليها الله" و"أظهروا له إيمانكم" من خلال العمل.

## مؤسسة إيدهي
كرّس إيدهي حياته لمساعدة الفقراء. على مدى ستين عامًا، نجح بمفرده في تغيير وجه الرعاية الاجتماعية في باكستان. وأسس مؤسسة إدهي. وكان إيدهي معروفًا بأسلوب حياته الزاهد، حيث كان يمتلك زوجين فقط من الملابس، ولم يتقاضى راتبًا من مؤسسته أبدًا، وكان يعيش في غرفة واحدة بها مطبخ صغير في مقر المؤسسة في قلب كراتشي. أعاد تشغيل صندوق الرعاية الاجتماعية الذي أنشأه سابقًا، بمبلغ أولي قدره 5000 روبية. وأعاد تسمية الصندوق لاحقًا على اسم زوجته باسم صندوق بلقيس إيدهي. كان إيدهي يحظى بالاحترام والتقدير على نطاق واسع باعتباره الوصي والمخلص للفقراء، وبدأ في تلقي العديد من التبرعات التي سمحت له بتوسيع خدماته. واصلت مؤسسة إيدهي النمو من حيث الحجم والخدمة وتظل حاليًا أكبر منظمة رعاية اجتماعية في باكستان. منذ إنشائها، أنقذت مؤسسة إدهي أكثر من 20 ألف طفل رضيع مهجور، وأعادت تأهيل أكثر من 50 ألف يتيم، ودربت أكثر من 40 ألف ممرضة. كما تدير أكثر من 330 مركز رعاية اجتماعية في جميع أنحاء المناطق الريفية والحضرية في باكستان والتي تعمل كمطابخ طعام، ومنازل إعادة تأهيل، وملاجئ للنساء والأطفال المهجورين، وعيادات للمعوقين عقليًا وجسديًا.
مُولت مؤسسة إبدهي بالكامل من خلال التبرعات الخاصة وقدمت الخدمات الكاملة للأشخاص بغض النظر عن العرق أو الدين أو الوضع الاجتماعي. وهي تدير أكبر خدمة إسعاف تطوعية في العالم (تشغل أكثر من 1500 سيارة إسعاف) وتقدم خدمات الطوارئ على مدار 24 ساعة. كما تدير أيضًا دور رعاية مجانية، ودور أيتام، وعيادات، وملاجئ، ومراكز إعادة تأهيل لمدمني المخدرات والمصابين بأمراض عقلية. خارج قاعدتها الرئيسية في باكستان، أدارت مؤسسة إيدهي عمليات إغاثة في جنوب آسيا، والشرق الأوسط، وأفريقيا، ومنطقة القوقاز، وأوروبا الشرقية، والولايات المتحدة. في عام 2005، تبرعت المؤسسة بمبلغ 100 ألف دولار أمريكي لجهود الإغاثة بعد إعصار كاترينا. وامتلك المؤسسة مكاتب رئيسية دولية موجودة في الولايات المتحدة والمملكة المتحدة والإمارات العربية المتحدة وكندا وأستراليا ونيبال وبنجلاديش والهند واليابان.

## مضايقات تعرض لها
في أوائل ثمانينيات القرن العشرين، ألقت القوات الإسرائيلية القبض على إيدهي أثناء دخوله لبنان. وفي عام 2006، احتجزته السلطات في تورنتو بكندا لمدة تزيد على ستة عشر ساعة. في يناير/كانون الثاني 2008، وقام مسؤولو الهجرة الأميركيون في مطار جون إف كينيدي الدولي في مدينة نيويورك بالتحقيق معه لأكثر من ثماني ساعات بعد مصادرة جواز سفره ووثائق أخرى. عندما سأله مسؤولو وسائل الإعلام عن الاعتقالات المتكررة، قال إدهي: "التفسير الوحيد الذي يمكنني التفكير فيه هو لحيتي وملابسي". وكان ظهوره بالزي الباكستاني التقليدي ولحيته الطويلة يجعله يبدو مسلمًا بشكل واضح، وبالتالي، في ظل مناخ ما بعد 11 سبتمبر، دفع ذلك سلطات السفر الأمريكية والكندية إلى احتجازه لمزيد من الاستجواب.

## حياته الشخصية
في عام 1965، تزوج من بلقيس بادو، وهي ممرضة تعمل في أحد مستوصفات إدهي تراست. كان لديهم أربعة أطفال، ابنتان وولدان. أصبحت بلقيس مسؤولة عن إدارة دار الأمومة المجانية في مقر المؤسسة في ميثاندر، كراتشي. حيث قامت بتربية أطفالها في الطابق العلوي، وفي الطوابق السفلية، وأدارت غرفة الولادة المحلية، ونظمت تبني الأطفال المهجورين.
في 25 يونيو 2013، نُقل إيدهي إلى المستشفى بسبب فشل الكلى. وقيل إنه سيظل على جهاز غسيل الكلى لبقية حياته ما لم يجد متبرعًا بالكلى.

## وفاته
توفي إدهي في 8 يوليو 2016 عن عمر يناهز 88 عامًا بسبب الفشل الكلوي بعد وضعه على جهاز التنفس الصناعي. كانت إحدى رغباته الأخيرة أن يتبرع بأعضائه ليستخدمها المحتاجون، ولكن بسبب سوء حالته الصحية، كانت قرنيته فقط مناسبة للتبرع. طبقًا لرغباته، تبرع بقرنياته لشخصين كفيفين.
وأعلن رئيس الوزراء نواز شريف الحداد الوطني في اليوم التالي لوفاة إيدهي عن إقامة جنازة رسمية له. وأصبح الشخص الثالث في تاريخ باكستان الذي يحظى بجنازة عسكرية بعد محمد علي جناح وضياء الحق. وكان هو الباكستاني الوحيد الذي لا يملك سلطة دولة أو دوراً حكومياً لتلقي جنازة رسمية. وبحسب إدارة العلاقات العامة بين الخدمات، مُنح إيدهي تكريمات الدولة من خلال حرس الشرف وتحية بـ 19 طلقة. وبعد الجنازة دُفن في قرية إيدهي على مشارف كراتشي.

## التكريم
في 8 يوليو 2021، نُصِّب تمثال لإيدهي في هوكي تشوك، كويته. وفي 31 مارس 2017، أُصدرت عملة تذكارية من النيكل النحاسي بناءً على توصية من بنك الدولة الباكستاني لرئيس الوزراء نواز شريف، الذي قرر إحياء ذكرى خدمات إيدهي على المستوى الوطني. أصبح إيدهي العامل الاجتماعي الوحيد والشخصية الباكستانية الخامسة التي تُكرم بعملة تذكارية.
في 28 فبراير 2017، احتفلت شركة جوجل بإيدهي من خلال رسم تخطيطي يشيد بخدمة الإسعاف "فائقة الكفاءة". وفي يوليو 2016، أعادت هيئة الإسكان الدفاعية تسمية شارع الشاطئ الذي يبلغ طوله 5 كيلومترات في كليفتون بيتش، كراتشي، إلى "شارع عبد الستار إيدهي". وفي 8 يوليو 2016، أصدر البريد الباكستاني طابعًا بريديًا تذكاريًا في ذكرى إيدهي.
في عام 2011، أوصى رئيس وزراء باكستان آنذاك يوسف رضا الكيلاني بترشيح إيدهي لجائزة نوبل للسلام. وفي أوائل عام 2016، قام ضياء الدين يوسفزي، والد ملالا يوسفزي، بتوقيع عريضة تطالب بمنح إيدهي جائزة نوبل للسلام، وقد وقع عليها 30 ألف شخص. وفي رسالة التعزية التي وجهتها ملالا لوفاة إبدهي، والتي بثتها هيئة الإذاعة البريطانية الأردية، قالت ملالا "بصفتي حائزة على جائزة نوبل للسلام، فإنني أملك الحق في ترشيح أشخاص للجائزة وقد رشحت عبد الستار إيدهي" وأضافت أنه "حتى جائزة نوبل لا يمكن أن تكون تكريمًا مناسبًا لخدمات إيدهي للإنسانية".

## وصلات خارجية
- الموقع الرسمي